# Breguet Br.1001 Taon
 (octobre 2020).
Si vous disposez d'ouvrages ou d'articles de référence ou si vous connaissez des sites web de qualité traitant du thème abordé ici, merci de compléter l'article en donnant les références utiles à sa vérifiabilité et en les liant à la section « Notes et références ».
Le Breguet Br.1001 Taon est un prototype développé par la Société anonyme des ateliers d’aviation Louis Breguet en 1957

## Historique
Cet avion fut développé dans le cadre de l'appel d'offres LWTSF (Light Weight Tactical Strike Fighter), une spécification publiée par l'OTAN sous le nom de NBMR-1, pour NATO Basic Military Requirement 1 (en français : Nécessité militaire basique no 1 de l'OTAN), dans le but de moderniser (et d'uniformiser) les forces aériennes d'Europe et du Canada. En effet, le vieux continent ne disposait alors que de matériels disparates, tels que d'anciens appareils à pistons datant de la Seconde Guerre mondiale, comme les North American P-51 Mustang et les Supermarine Spitfire. De plus, les États-Unis avaient remarqué que les forces aériennes du Pacte de Varsovie s'équipaient de plus en plus d'appareils modernes, tels que MiG-17 et Su-7.
L'appareil effectua son premier vol le 25 juillet 1957. En concurrence avec plusieurs autres appareils, dont le Sud-Est 5000 Baroudeur et l'Aerfer Ariete, le Br.1001 fut sélectionné par l'OTAN dans la "Short List" des finalistes (avec le Dassault Étendard VI) mais ne fut pas retenu, cédant le bénéfice de la victoire au Fiat G.91. De son côté, le gouvernement français a envisagé de poursuivre le développement de l'appareil dans sa version marine, Breguet Br. 1100M, à laquelle fut finalement préférée celui de l'Étendard, dans sa version marine, Étendard IV M. 

## Variantes
Br.1001
Prototype propulsé par un moteur Bristol Orpheus BOr.3, deux construits.
Br.1002
Version intercepteur équipée de missiles, pas construite.
Br.1004
Version de production propulsé par un moteur Bristol Orpheus BOr.12, pas construite.

### Développement lié
- Breguet Br. 1100M

### Aéronefs comparables
- Northrop F-5 Freedom Fighter
- Aeritalia G.91